# Gilgit (rivier)
De Gilgit (Urdu: دریائے گلگت, daryā-e Gilgit) is een rivier in het noorden van Pakistan, in het westen van de regio Gilgit-Baltistan. De rivier stroomt in oostelijke richting door een droge, nauwe vallei, achtereenvolgens door de valleien van Ghizar en Ponial. Ze stroomt ook langs de gelijknamige plaats Gilgit.
De Gilgit ontspringt ten zuiden van de 3738 m hoge Shandurpas, de belangrijkste verbinding tussen Chitral en Gilgit over bergen van de Hindu Raj. Deze pas ligt op een wijde hoogvlakte en is bekend om zijn jaarlijkse polowedstrijd tussen de teams van Chitral en Gilgit. Het eerste deel van de rivier wordt vaak Ghizer of Ghizar genoemd en stroomt door de gelijknamige vallei. Ten westen van de plaats Gupis komt de Ghizervallei samen met de Yasinvallei. Vanaf dit punt wordt de rivier alleen Gilgit genoemd en heet het dal Ponial of Punyal.
- Gemeinsame Normdatei: 4021037-6
- Virtual International Authority File: 5492162118009602320007